# Орлиный щит Германского государства
Орлиный щит Германского государства (нем. Adlerschild des Deutschen Reiches) — награда Веймарской республики и Третьего Рейха. В ряде источников именуется «Орлиный щит Германской империи», что лингвистически не совсем верно — слово Reich приобрело значение «империя» лишь в современном немецком языке, тогда как Веймарская республика империей не была.

## История
Согласно пункту 3 статьи 109 Веймарской конституции, государство не могло награждать орденами и другими наградами (они считались пережитками феодализма и милитаризма), при этом существовала потребность в отличиях за заслуги. Чтобы не нарушать конституцию, рейхспрезидент Фридрих Эберт 15 ноября 1922 основал «Орлиный щит» как почётное отличие, а не как государственную награду. Щит (представлявший собой крупную медаль, которую невозможно было надеть, но можно было выставить на почетном месте в доме или кабинете) вручали деятелям культуры, искусства, экономики, гуманитарных и естественных наук. Дизайн щита разработал скульптор Йозеф Вакерле.

### Награждённые

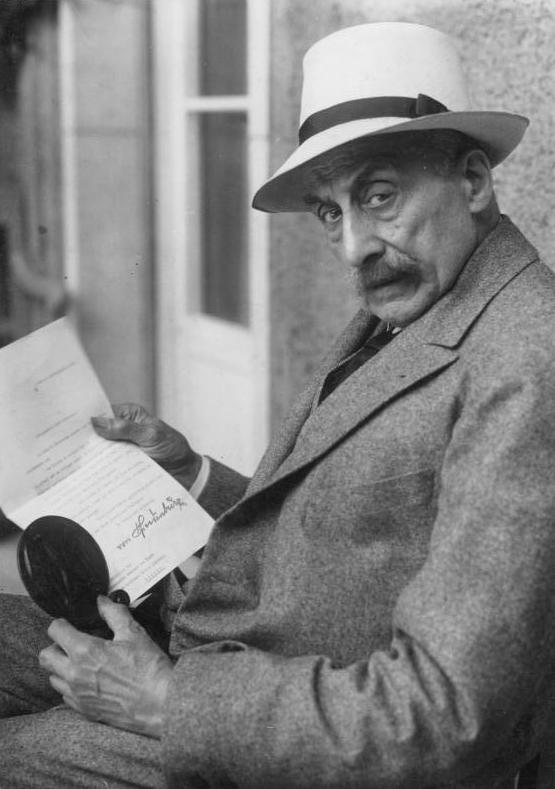
Художник Макс Либерман с Орлиным щитом

Во времена Веймарской республики награду получил 21 человек:
1. Герхарт Гауптман (15 ноября 1922)
2. Пауль Вагнер (7 марта 1923)
3. Гарри Плате (28 августа 1925)
4. Эмиль Варбург (9 марта 1926)
5. Адольф фон Гарнак (7 мая 1926)
6. Макс Либерман (20 июля 1927)
7. Макс Планк (23 апреля 1928)
8. Ганс Дельбрюк (11 ноября 1928)
9. Ульрих фон Виламовиц-Мёллендорф (22 декабря 1928)
10. Вильгельм Каль (17 июня 1929)
11. Луйо Брентано (18 декабря 1929)
12. Оскар фон Миллер (7 мая 1930)
13. Фридрих Шмидт-Отт (4 июня 1930)
14. Теодор Левальд (18 августа 1930)
15. Георг Дехио (22 ноября 1930)
16. Роберт Бош (23 сентября 1931)
17. Вальтер Симонс (24 сентября 1931)
18. Карл Дуйсберг (25 сентября 1931)
19. Макс Зеринг (18 января 1932)
20. Эрнст Брандес (11 марта 1932)
21. Адольф Гольдшмидт (1933)

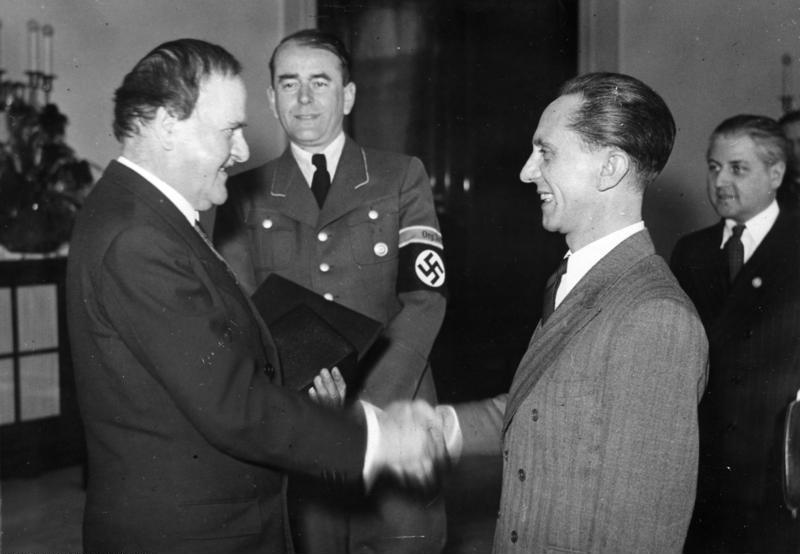
Йозеф Геббельс (справа) награждает Вильгельма Крайса (1944)

Награда вручалась и во времена Третьего рейха. Щит получили 44 человека:
1. Эдвард Шварц (22 августа 1933)
2. Фридрих фон Мюллер (17 сентября 1933)
3. Вернер Кёрте (21 октября 1933)
4. Вильгельм Дерпфельд (26 декабря 1933)
5. Герман Штер (16 февраля 1934)
6. Райнгольд Зееберг (5 апреля 1934)
7. Гуго Гергезелль (29 мая 1934)
8. Рихард Штраус (11 июня 1934)
9. Адольф Шмидт (23 июля 1934)
10. Теодор Виганд (30 октября 1934)
11. Юлиус Фридрих Леман (28 ноября 1934)
12. Генрих Финке (13 июня 1935)
13. Людвиг Ашоф (10 января 1936)
14. Густав Тамман (20 апреля 1936)
15. Людольф фон Крель (25 июня 1936)
16. Эрих Маркс (17 ноября 1936)
17. Август Бир (24 ноября 1936)
18. Владимир Кеппен (28 марта 1937)
19. Эмиль Кирдорф (8 апреля 1937)
20. Адольф Бартельс (1 мая 1937)
21. Бернгард Нохт (4 ноября 1937)
22. Александер Кениг (20 февраля 1938)
23. Адальберт Черны (25 марта 1938)
24. Генри Форд (1938)
25. Эрвин Гвидо Кольбенгеер (1938)
26. Роберт фон Остертаг (20 апреля 1939)
27. Фридрих Карл Кляйне (14 мая 1939)
28. Альберт Пич (28 июня 1939)
29. Генрих Зонрей (19 июня 1939)
30. Юлиус Дорпмюллер (24 июля 1939)
31. Артур Кампф (28 сентября 1939)
32. Карл Мук (22 октября 1939)
33. Густав Крупп (7 августа 1940)
34. Пауль Кер (28 декабря 1940)
35. Генрих Шнее (4 февраля 1941)
36. Альберт Бракман (24 июня 1941)
37. Эрнст Пенсген (17 октября 1941)
38. Герман Рехлинг (12 ноября 1942)
39. Альфред Гугенберг (3 марта 1943)
40. Вильгельм Крайс (17 марта 1943)
41. Эрнст Рюдин (19 апреля 1944)
42. Ойген Фишер (июнь 1944)
43. Пауль Шульце-Наумбург (10 июня 1944)
44. Густав Бауэр (1 октября 1944)

## Описание
Бронзовая медаль диаметром 108 мм на бронзовой подставке. На аверсе изображен орёл (на версии времён Третьего рейха — имперский орёл с полусложенными крыльями), на реверсе — имя награжденного, дата награждения и должность, которую тот занимал на момент награждения. На щите времен Третьего Рейха на реверсе также присутствовала надпись DER FÜHRER UND REICHSKANZLER (с 1940 года — DER FÜHRER).